# Ricardo Aranaz
Ricardo Aranaz e Izaguirre (Peñas de San Pedro, Albacete, 8 de marzo de 1852 - 13 de marzo de 1932) fue un militar y físico español. 

## Biografía
General de división procedente del Cuerpo de Artillería. Vocal del Consejo Supremo de Guerra y Marina. Fue nombrado subsecretario del Ministerio de la Guerra en 1917. Profesor de la Academia de Artillería. Director de la Fábrica de Pólvoras y Explosivos de Granada. Hijo adoptivo de Granada. Director de la Escuela de Tiro del Ejército. Presidente de la Real Sociedad Española de Física y Química, entre 1921 y 1922. Fue miembro de la Real Academia de Ciencias Exactas, Físicas y Naturales. Se le otorgó la gran cruz de la Orden de Santiago de la Espada.
Fue autor de varios trabajos científicos y de investigación, principalmente sobre pólvoras y explosivos, y de varias obras, entre las que destaca la titulada Los mecanismos, publicada en 1889. Otras obras son Guía del oficial de artillería (1880), Memoria sobre el algodón-pólvora y la dinamita, (Segovia, 1876). Lecciones elementales de perspectiva y  Los explosivos militares (1904); Clases de pólvoras y su aplicación en la guerra (1902). Alemania pretendió comprar sus invenciones en torno a la trilita, a lo que siempre se negó. Inventó las granadas rompedoras que llevan su nombre.
Casado con Soledad Fernández Carballo, tuvo tres hijas: Josefina, Rosa y Soledad.